# Petersberg (Saxe-Anhalt)
Pour les articles homonymes, voir Petersberg.
Petersberg est une commune de Saxe-Anhalt, dans l'arrondissement de Saale, en Allemagne.

## Personnalités liées à la ville
- Hans von Trotha (1450-1503), chevalier né à Krosigk.
- August Friedrich Hecker (1763-1811), médecin né à Kütten.
- Bernd Hartstein (1947-2002), tireur sportif né à Ostrau.